# بوينغ طراز 40
طائرة بوينغ طراز 40 (بالإنجليزية: Boeing Model 40)، هي طائرة بريد أمريكية تعود لعقد العشرينيات من القرن الماضي وهي ذات محرك واحد وجناحين (ذات سطحين)، استُخدمت على نطاق واسع في خدمات البريد الجوي داخل الولايات المتحدة خلال عشرينيات وثلاثينيات القرن العشرين، خصوصاً من قبل شركات الطيران التي أصبحت لاحقاً جزءاً من شركة يونايتد إيرلاينز. كما أصبحت هذه الطائرة أول طائرة تصنعها شركة بوينغ وتستخدم في نقل الركاب.

## التصميم والتطوير
في عام 1925، أعلنت إدارة البريد الأمريكية عن حاجتها إلى طائرة بريدية جديدة لتحل محل الطائرات العسكرية القديمة من طراز دي إتش 4 التي كانت تُستخدم في ذلك الوقت. وكان من بين المتطلبات أن تعمل الطائرة بمحرك ليبرتي ذو الـ12 أسطوانة المبرد بالماء، وهو نفس المحرك المستخدم في دي إتش-4، وذلك بسبب توفر كميات كبيرة منه بعد الحرب.
استجابت شركة بوينغ لهذا التحدي بتصميم طائرة "طراز 40"، وهي طائرة ثنائية الأجنحة تقليدية بتصميم "تراكتور" (محرك أمامي)، حيث وُضع محرك ليبرتي داخل غطاء انسيابي، مع مبرد (رادياتير) معلق أسفله. كان جسم الطائرة مبنيًا من هيكل فولاذي أنبوبي، ومغطى بمزيج من الألومنيوم والخشب الرقائقي. وخصص الجزء الأمامي من جسم الطائرة لحمل البريد، حيث يمكنه استيعاب ما يصل إلى 450 كغم (1000 رطل) في حجرتين مخصصتين، بينما كانت قمرة القيادة مفتوحة وموجودة في الجزء الخلفي حيث يجلس الطيار. أما الأجنحة والذيل فصُنعت من الخشب، وزُوِّدت الطائرة بعجلات هبوط ثابتة من النوع التقليدي.
أجرت "بوينغ 40" أول رحلة لها في 7 يوليو 1925. ورغم أن إدارة البريد الأمريكية اشترت النموذج الأولي من الطائرة، إلا أن عقد الإنتاج النهائي منح إلى شركة دوغلاس لطائرتها M-2.